# Filiates

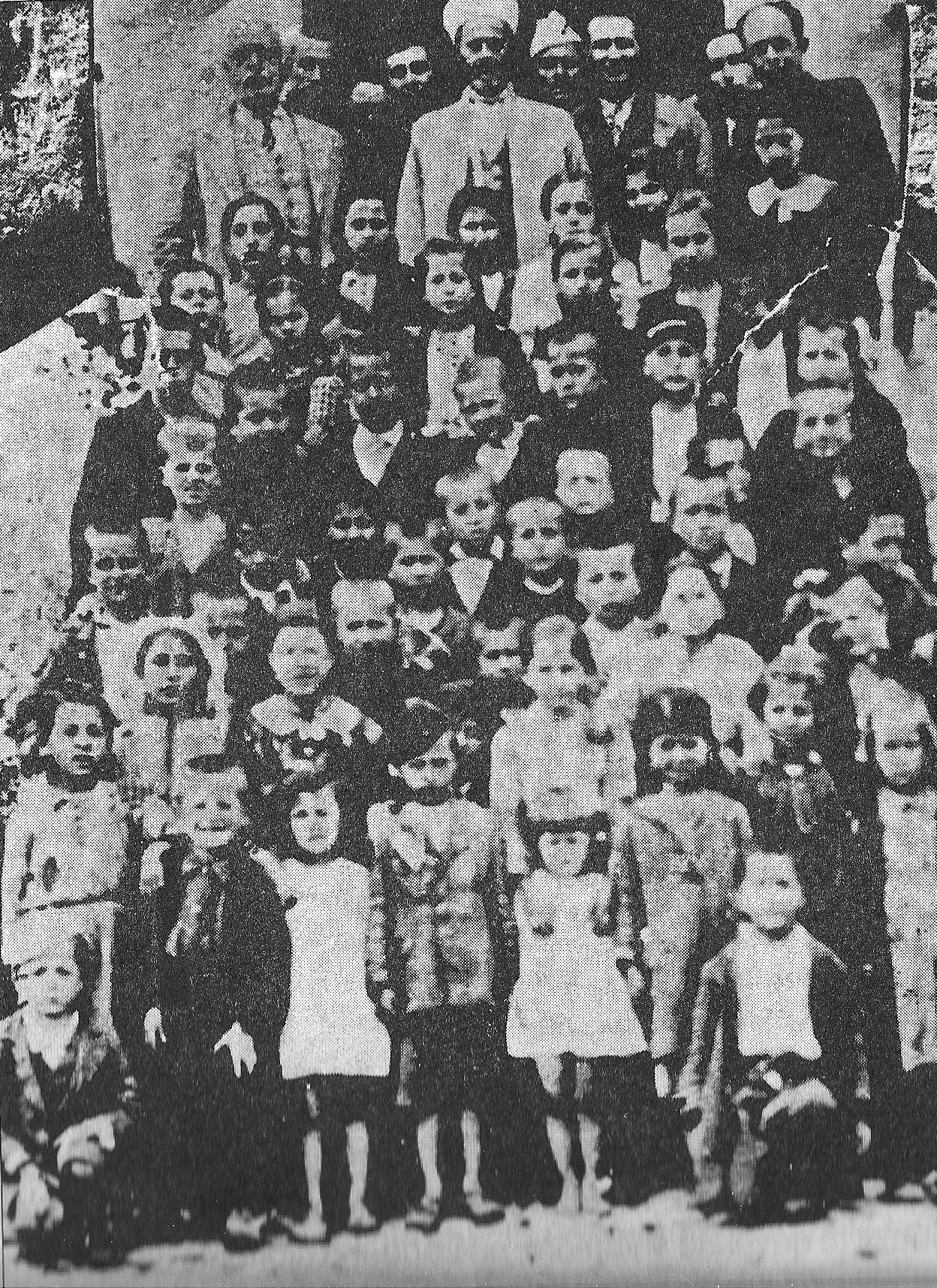
Escuela albanesa de Filati en los años 1942-1944

Filiates (en griego: Φιλιάτες; en albanés: Filati) es un municipio de la República Helénica perteneciente a la unidad periférica de Tesprotia de la periferia de Epiro.
El municipio fue creado en 2011 mediante la fusión de los antiguos municipios de Filiates y Sagiada, que pasaron a ser unidades municipales. El municipio tiene un área de 583,530 km², de los cuales 495,727 km² corresponden a la unidad municipal de Filiates.

## Geografía e infraestructuras
Filiates se ubica en la esquina noroccidental de la Grecia continental, en la frontera con Albania y frente a la costa de Kérkyra. Al norte se sitúan las montañas Murgana.
Por el sur del municipio transcurre la carretera principal; carretera nacional griega 6 y la carretera Egnatia Odos.

## Demografía
En 2011 el municipio tiene 7710 habitantes, de los cuales 5970 viven en la unidad municipal de Filiates y 1740 en la unidad municipal de Sagiada. De los 5970 habitantes de la unidad municipal de Filiates, 2639 habitantes viven en la comunidad de Filiates, y de ellos viven 2512 en la localidad de Filiates.
Según el censo de 2001, la localidad de Filiates tenía 2344 habitantes. En 1981, la ciudad tenía 2439 habitantes, mientras que en 1991 Filiates tenía 2591 habitantes.

## Historia
La localidad de Filiates aparece en los registros otomanos de 991 AH (1583). En ella hay muchos nombres mezclados de musulmanes y cristianos, lo que indica que hubo un proceso de islamización que comenzó inmediatamente después de la conquista de la región en 1433. Antes de la Segunda Guerra Mundial, Filati tenía los barrios de Dematë, Gjillatë, Kasimatë, Sejkatë, Sarandarë y Zejnelatë.